# Willibrord
Willibrord (latinski: Villibrordus;   oko 658. - 7. studenoga 739.) bio je anglosaksonski redovnik, biskup i misionar. Postao je prvi biskup Utrechta u današnjoj Nizozemskoj, umirući u Echternachu u Luksemburgu, i poznat je kao "Apostol Frizijaca".

## Mladost
Njegovog oca, po imenu Wilgils ili Hilgis, Alkuin je nazvao Saksoncem iz Northumbrije.
Tek obraćen na kršćanstvo, Wilgils je povjerio svog sina kao oblata opatiji Ripon  i povukao se iz svijeta, izgradivši mali oratorij, blizu ušća Humbera, posvećen svetom Andriji. Kralj i plemići okruga darivali su ga imanjima sve dok napokon nije mogao sagraditi crkvu, kojom je kasnije upravljao Alkuin.
Willibrord je odrastao pod utjecajem Wilfrida, biskupa od Yorka. Kasnije se pridružio benediktincima. Godine između 20. i 32. godine proveo je u opatiji Rath Melsigi  u grofoviji Carlow, koja je bila središte europskog učenja u 7. stoljeću.

## Frizija
Tijekom tog vremena studirao je kod Ecgberhta od Ripona, koji je poslao njega i jedanaest drugova pokrštavati poganske Frizijce na obali Sjevernog mora na zahtjev Pepina od Herstala, austrazijskog majordoma, koji je imao nominalnu vlast nad tom regijom. Willibrord je dva puta putovao u Rim. Oba ova putovanja u Rim imaju povijesni značaj. 
Prema Bedi, Willibrord nije bio jedini Anglosaksonac koji je putovao u Rim. Važan je način na koji je opisao posjet i njegovu svrhu; za razliku od svih drugih, Willibrord nije bio na uobičajenom hodočašću grobovima apostola Petra i Pavla i mučenika. Umjesto toga, "on je požurio u Rim, gdje je papa Sergije tada predsjedao apostolskom stolicom, kako bi mogao poduzeti željeno djelo propovijedanja Evanđelja poganima, s njegovom dozvolom i blagoslovom". Kao takav, nije došao papi kao hodočasnik, već upravo kao misionar. Drugi put kada je otišao u Rim, 21. studenog 695., u crkvi Santa Cecilia u Trastevere, papa Sergije I. dao mu je palij i posvetio ga za frizijskog biskupa.  Vratio se u Friziju kako bi propovijedao i osnivao crkve, među njima i samostan u Utrechtu, gdje je sagradio svoju katedralu. Willibrord se smatra prvim biskupom Utrechta. 
Godine 698. osnovao je opatiju Echternach na mjestu rimske vile u Echternachu, koju mu je darovala Pepinova punica, Irmina od Oerena, žena senešala i palatinskog grofa Hugoberta. Nakon Hugobertove smrti, Irmina je osnovala benediktinski samostan  kod Horrena u Trieru. Kad je kuga zaprijetila njezinoj zajednici, dobila je pomoć Willibrorda; a kad je kuga prošla pored samostana, dala je Willibrordu zemlju za njegovu opatiju u Echternachu. 
Pepin od Heristala umro je 714. Godine 716. poganski Radbod, kralj Frizijanaca, ponovno je preuzeo Friziju, paleći crkve i ubijajući mnoge misionare. Willibrord i njegovi redovnici bili su prisiljeni pobjeći. Nakon smrti Radboda 719. godine, Willibrord se vratio da nastavi svoj rad, pod zaštitom Karla Martela. Popravio je ondje učinjenu štetu, uz vještu pomoć Bonifacija.